# Dalstorp
Dalstorp är en tätort i Tranemo kommun och kyrkbyn i Dalstorps socken i Västergötland. Dalstorp ligger i en dalgång vid Dalstorpasjön. 
Här ligger Dalstorps kyrka byggd 1965 efter den tidigare kyrkan brunnit ned.

## Näringsliv
Dalstorp har flera tillverkningsindustrier: badrumstillverkaren Svedbergs i Dalstorp och fordonsunderleverantören C J Automotive. Mastec components, WLT som tillverkar och säljer redskap till entreprenadmaskiner. Primo, Lidhs verktyg, Lideco mm. Orten ligger nära textilindustristaden Borås och har också haft klädindustri (jeanstillverkaren Mac Free).

## Befolkningsutveckling
| Befolkningsutvecklingen i Dalstorp 1960–2020 | Befolkningsutvecklingen i Dalstorp 1960–2020 | Befolkningsutvecklingen i Dalstorp 1960–2020 | Befolkningsutvecklingen i Dalstorp 1960–2020 | Befolkningsutvecklingen i Dalstorp 1960–2020 |
| -------------------------------------------- | -------------------------------------------- | -------------------------------------------- | -------------------------------------------- | -------------------------------------------- |
|                                              |                                              |                                              |                                              |                                              |
| År                                           |                                              |                                              | Folkmängd                                    | Areal (ha)                                   |
| 1960                                         | 1960                                         |                                              | 276                                          |                                              |
| 1965                                         | 1965                                         |                                              | 388                                          |                                              |
| 1970                                         | 1970                                         |                                              | 665                                          |                                              |
| 1975                                         | 1975                                         |                                              | 750                                          |                                              |
| 1980                                         | 1980                                         |                                              | 831                                          |                                              |
| 1990                                         | 1990                                         |                                              | 832                                          | 106                                          |
| 1995                                         | 1995                                         |                                              | 803                                          | 108                                          |
| 2000                                         | 2000                                         |                                              | 793                                          | 114                                          |
| 2005                                         | 2005                                         |                                              | 779                                          | 114                                          |
| 2010                                         | 2010                                         |                                              | 776                                          | 114                                          |
| 2015                                         | 2015                                         |                                              | 734                                          | 141                                          |
| 2020                                         | 2020                                         |                                              | 729                                          | 159                                          |
|                                              |                                              |                                              |                                              |                                              |